# Juniper Networks
Juniper Networks foi uma empresa de TI e fabricante de produtos de rede para computador, fundada em 1996. Ela é sediada em Sunnyvale, Califórnia, EUA. A empresa desenvolve e vende protocolos de internet. Os principais produtos da Juniper incluem roteadores, T-série, série M, série E, MX-séries e série J, switches da série EX e produtos de segurança da série SRX. Em 2009, a Juniper estreou para 100 Best Companies to Work, sendo destaca como uma das melhores empresas para se trabalhar . Em 2024, foi adquirida pela Hewlett Packard Enterprise.